# 狗干粮

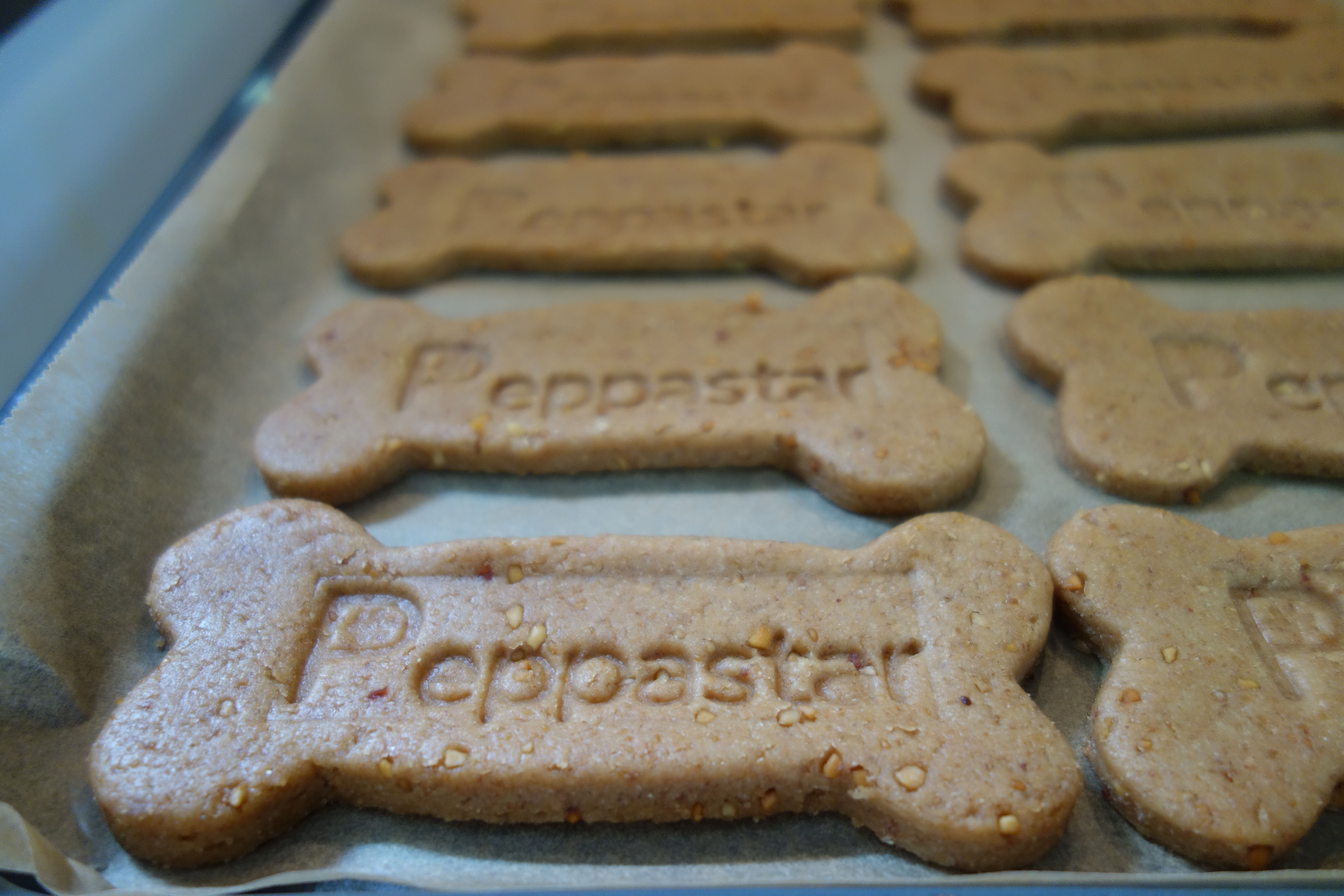
骨頭形狀的狗乾糧餅乾

狗干粮是经过加工脱水制造而成的狗饲料，由於形似餅乾，俗稱狗餅，一般有鸡肉、羊肉、牛肉或是鱼肉口味。除了肉类以外，一般都会有白米、糙米、其他矿物质和维生素等等成分。
品质好的狗干粮应该以肉类为主要成分，也就是蛋白质的主要来源。所以在成分表中首5个成分如果有越多的肉类就越好。另外谷类、副产品和不明肉类不应该为主要成分，甚至能免则免，所以目前市场上有些牌子特别有注明“无谷类”（grain free）。比如，Innova Evo，Orijen。

## 品牌
1.司康帝(PureLuxe)
2.雅思(Artemis)
3.牛油果（Avoderm）
4.爱狮马(Azmira)
5.鹰格（Eagle Pack）
6.优卡(Eukanuba)
7.希尔思（Hill’s）
8.爱慕思(IAMS)
9.美士（Nutro Choice）
10.优格（Optima）
11.渴望（Orijen）
12.宝路（Pedigree）
13.頂尖 (Pinnacle)
14.普尔玛思(ProFormance)
15.宝力家(Pro Pac)
16.法国皇家（Royal Canin）
17.素力高(Solid Gold)
18. 爱宝(Alpo)